# André Hildebrand
André Hildebrand war ein italienischer Schauspieler.
Hildebrand wirkte zwischen 1951 und 1978 in mehreren Kinofilmen mit. In Deutschland wurde er vor allem als Barchini in den drei Don-Camillo-Filmen bekannt.

## Filmographie (Auswahl)
- 1951: Die Rache der Kosaren
- 1952: Don Camillo und Peppone (Le Petit monde de Don Camillo)
- 1952: Maschera nera
- 1952: Abenteuer in Rom (When in Rome)
- 1952: Im Zeichen der Verschwörer
- 1952: Andere Zeiten
- 1953: Le marchand de Venise
- 1953: Verzeih mir!
- 1953: Don Camillos Rückkehr (Le Retour de Don Camillo)
- 1953: Erste Liebe
- 1953: La passegiata
- 1954: Mizar – Sprionin im Orient
- 1954: Husarenstreiche
- 1954: L’eterna femmina
- 1954: I cavalieri dell’illusione
- 1955: La sultana Safiyé
- 1955: Die große Schlacht des Don Camillo
- 1978: Ein Sack Flöhe